# کشتی عصر برنز دوور

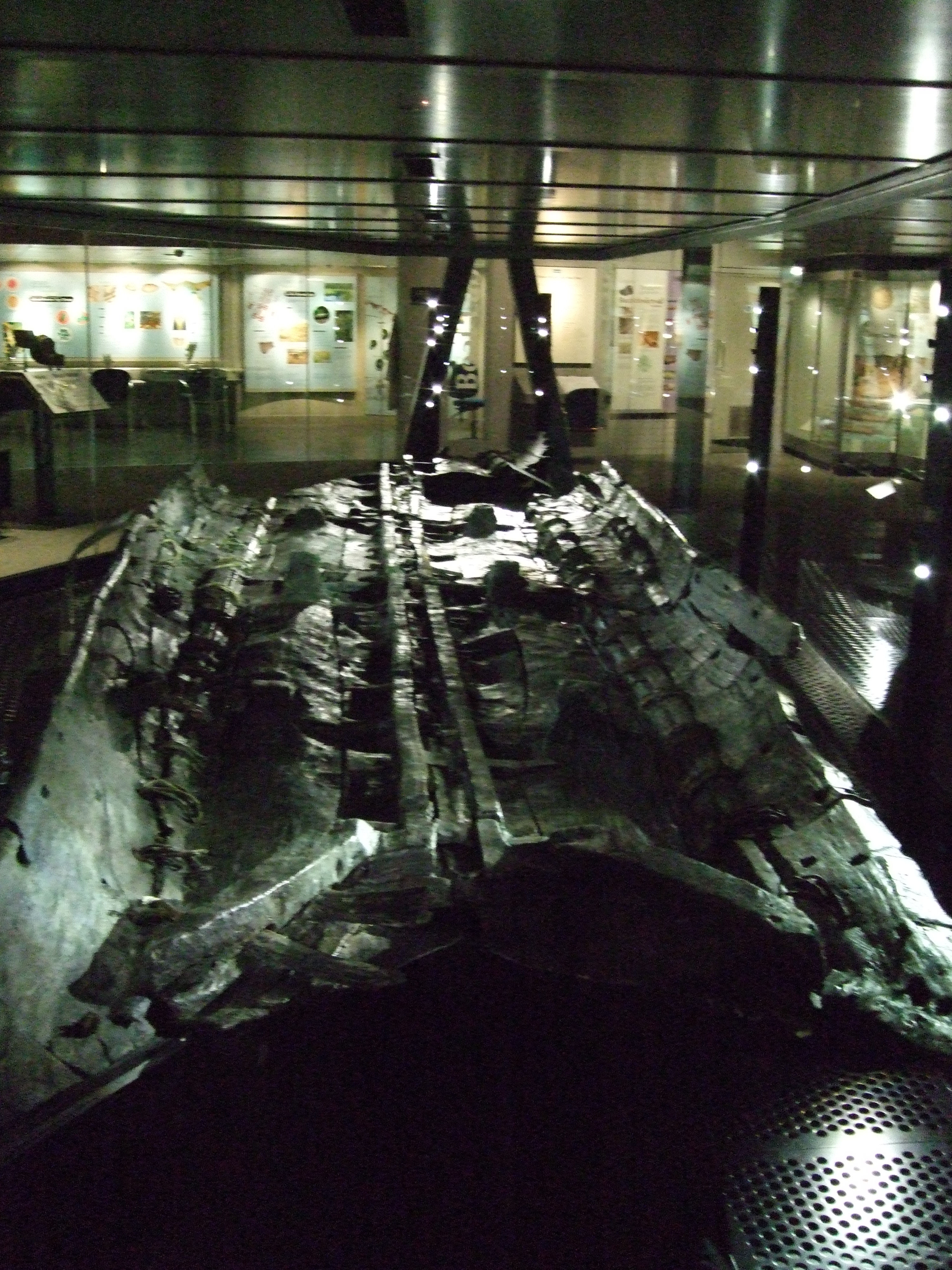
کشتی عصر برنز دوور در موزهٔ دوور

کشتی عصر برنز دوور (انگلیسی: Dover Bronze Age Boat) یکی از حدود ۲۰ قایق عصر برنز است که تاکنون در بریتانیا پیدا شده‌است. قدمت این قایق به ۱۵۷۵ تا ۱۵۲۰ قبل از میلاد می‌رسد، که ممکن است آن را به یکی از قدیمی‌ترین قایق‌های به جای مانده در جهان تبدیل کند (کشتی‌های قدیمی قطعات کوچکی هستند، برخی کمتر از یک متر مربع) - این قایق با استفاده از تخته‌های بلوط دوخته شده و با شلاق سرخدار ساخته شده‌است. این تکنیک دارای سنت طولانی استفاده در ماقبل تاریخ بریتانیا است. قدیمی‌ترین نمونه‌های شناخته شده قایق‌های باریک‌تر فریبی از شرق یورکشایر هستند. قطعات این کشتی باستانی که بخشی ۹٫۵ متری از آن هست، در موزه دوور، در جنوب شرقی بریتانیا به نمایش گذاشته شده‌است.